# David Edelstadt
David Edelstadt (jid. ‏דוד עדעלשטאַ(ד)ט‎ Dowid Edelszta(d)t; ur. 9 maja 1866 w Kałudze, zm. 17 października 1892 w Denver) – żydowski poeta tworzący w jidysz, urodzony w Rosji amerykański działacz anarchistyczny.
Mając dziewięć lat zaczął pisać swoje pierwsze wiersze, trzy lata później jego utwory zaczęły ukazywać się w miejscowej prasie. Po pogromie Żydów, który miał miejsce 8 maja 1881, postanowił opuścić Kijów.
W 1882 wyemigrował do Stanów Zjednoczonych, gdzie przyłączył się do powstającego ruchu anarchistycznego, został członkiem działającej w Nowym Jorku grupy Pionire der Frajhajt („Pionierzy Wolności”). Grupa ta powstała po aresztowaniu w Chicago tzw. Męczenników Haymarket, jednym z jej postulatów był ośmiogodzinny dzień pracy, poza Davidem Edelstadtem do działaczy należeli Saul Yanowsky, Roman Lewis, Hillel Solotaroff, Mosze Katz i J.A. Maryson. Członkowie grupy zbierali środki na organizowanie wieców oraz na pomoc dla rodzin aresztowanych w Chicago, m.in. zorganizowali rozgrywki piłkarskie, z których dochód wysłano rodzinom oskarżonych. Szerzyli myśl anarchistyczną wśród licznie przybywających tam emigrantów żydowskich oraz założyli ugrupowanie skupiające tworzących w jidysz, które opublikowało broszurę opowiadającą o zdarzeniach w Haymarket. Ich działalność doprowadziła do powstania ugrupowań anarchistycznych w Baltimore, Bostonie, Filadelfii i Providence. Utrzymywali kontakt z grupą żydowskich anarchistów w Londynie, a David Edelstadt pisał do ukazującej się w Wielkiej Brytanii w jidysz gazety Arbeter Frajnd. Był trzecim redaktorem naczelnym Freie Arbeiter Stimme („Wolny Głos Robotniczy”), gdzie prowadził kolumny tematyczne i publikował swoje wiersze, m.in. cykl poświęcony anarchistom z Chicago.
Ciężkie warunki bytowe i stałe niedożywienie spowodowały, że zachorował na gruźlicę, której ostry przebieg sprawił, że w październiku 1891 zrezygnował ze stanowiska w redakcji i wyjechał do Denver na leczenie. Mimo pogarszającego się stanu zdrowia nie zaprzestał twórczości. Zmarł 17 października 1892, mając 26 lat. Spoczywa na Golden Hill Cemetery w Golden w stanie Kolorado.
Trzy wiersze jego autorstwa, w tłumaczeniu Zygmunta Braudego, zostały zamieszczone w zbiorze:
- Antologia poezji żydowskiej. Wybór oraz noty i przypisy Salomon Łastik, redakcja i słowo wstępne Arnold Słucki. Warszawa: Państwowy Instytut Wydawniczy, 1983, s. 56–58. ISBN 83-06-00865-0.